# Filée
Filée est un hameau de la commune belge d'Ohey situé en Région wallonne dans la province de Namur.
Avant la fusion des communes de 1977, Filée faisait partie de la commune de Goesnes.

## Situation et description
Filée se situe sur un tige du Condroz dans le prolongement oriental du village de Jallet. L'altitude varie entre 255 m et 265 m. La plupart des habitations sont construites en pierre de grès.

## Patrimoine
L'église est dédiée à Saint Victor. 
La Ferme de la Tour, située à proximité de la place, est une ancienne propriété des seigneurs de Goesnes. Elle est constituée d'un donjon-porche médiéval daté du XIIIe siècle, et d'un corps de logis de style traditionnel avec réminiscences gothiques bâti au XVIe siècle. 
À proximité de la Ferme de la Tour, sur la place, se dresse un puits daté de 1758.

## Tourisme
Des gîtes ruraux se trouvent dans l'ensemble du village, notamment dans l'ancienne école.